# RKSV Volendam in het seizoen 1966/67
Het seizoen 1966/1967 was het 12e jaar in het bestaan van de Volendamse betaaldvoetbalclub Volendam. De club kwam uit in de Eerste divisie en eindigde daarin op de eerste plaats, dit betekende dat de club rechtstreeks promoveerde naar de Eredivisie. Tevens deed de club mee aan het toernooi om de KNVB Beker, hierin werd in de kwartfinale, na verlenging, verloren van NAC (1–2).

## Wedstrijdstatistieken

### Eerste divisie
|       | Alkmaar '54 | Blauw-Wit | FC Den Bosch/BVV | SC Cambuur | D.F.C. | DHC '66 | SC Drente | Eindhoven | De Graafschap | Heracles | Holland Sport | N.E.C. | RBC   | RCH   | SVV   | Velox | Vitesse | De Volewijckers | FC Zaanstreek |
| ----- | ----------- | --------- | ---------------- | ---------- | ------ | ------- | --------- | --------- | ------------- | -------- | ------------- | ------ | ----- | ----- | ----- | ----- | ------- | --------------- | ------------- |
| Thuis | 2 – 0       | 0 – 0     | 0 – 0            | 1 – 1      | 5 – 2  | 4 – 2   | 2 – 0     | 2 – 0     | 3 – 0         | 2 – 2    | 1 – 2         | 1 – 1  | 5 – 1 | 3 – 0 | 4 – 2 | 4 – 2 | 2 – 2   | 7 – 3           | 0 – 0         |
| Uit   | 0 – 5       | 1 – 2     | 3 – 0            | 1 – 1      | 2 – 1  | 2 – 5   | 1 – 2     | 3 – 1     | 1 – 2         | 1 – 1    | 1 – 1         | 3 – 3  | 0 – 7 | 0 – 0 | 3 – 1 | 0 – 4 | 5 – 1   | 1 – 3           | 1 – 2         |

### KNVB Beker
| 1e ronde                                 | Volendam                                                              | 6 – 1 (3 – 1)                      | RBC                             |
| 2 april 1967 Plaats: Volendam Julianaweg | Johan Pelk 14' Dick Tol 16', 77', 87' Dick Sier 44' Gerrie Mühren 89' |                                    | 33' Ben Redel                   |
| 2e ronde                                 | Volendam                                                              | 3 – 2 (0 – 1, 2 – 2) Na verlenging | Telstar                         |
| 7 mei 1967 Plaats: Volendam Julianaweg   | Gerrie Mühren 65', 108' Jack Hoogland 71'                             |                                    | 43' Jac Cleeren 86' Tjeerd Kort |
| Kwartfinale                              | NAC                                                                   | 2 – 1 (1 – 0, 1 – 1) Na verlenging | Volendam                        |
| 18 mei 1967 Plaats: Breda Beatrixstraat  | Martin Snoeck 42' Jan van Gorp 95' (pen.)                             |                                    | 88' Gerrit Vlak                 |

## Statistieken Volendam 1966/1967

### Eindstand Volendam in de Nederlandse Eerste divisie 1966 / 1967
| Stand | Gespeeld | Gewonnen | Gelijk | Verloren | Punten | Doelpunten voor | Doelpunten tegen |
| ----- | -------- | -------- | ------ | -------- | ------ | --------------- | ---------------- |
| 1e    | 38       | 20       | 12     | 6        | 52     | 90              | 49               |

### Topscorers
| #                    | Naam            | Goal |
| -------------------- | --------------- | ---- |
| 1.                   | Dick Tol        | 33   |
| 2.                   | Johan Pelk      | 18   |
| 3.                   | Wim Kras        | 10   |
| 3.                   | Gerrie Mühren   | 10   |
| 5.                   | Dick Sier       | 8    |
| 6.                   | Jaap Zwarthoed  | 3    |
| 7.                   | Hein Jonk       | 2    |
| 7.                   | Klaas Zwarthoed | 2    |
| 9.                   | Jack Hoogland   | 1    |
| 9.                   | Klaas Plat      | 1    |
| Onbekende doelpunten |                 |      |
| –                    | Onbekend        | 2    |
| Totaal               | Totaal          | 90   |

| #      | Naam          | Goal |
| ------ | ------------- | ---- |
| 1.     | Gerrie Mühren | 3    |
| 1.     | Dick Tol      | 3    |
| 3.     | Jack Hoogland | 1    |
| 3.     | Johan Pelk    | 1    |
| 3.     | Dick Sier     | 1    |
| 3.     | Gerrit Vlak   | 1    |
| Totaal | Totaal        | 10   |

## Voetnoten
Alkmaar '54 ·
Blauw-Wit ·
Cambuur ·
FC Den Bosch/BVV ·
D.F.C. ·
DHC '66 ·
SC Drente ·
Eindhoven ·
De Graafschap ·
Heracles ·
Holland Sport ·
N.E.C. ·
RBC ·
RCH ·
SVV ·
Velox ·
Vitesse ·
Volendam ·
De Volewijckers ·
FC Zaanstreek